# Tahoua
Tahoua è una città del Niger, capoluogo del dipartimento e della regione omonimi.
La città è principalmente un centro commerciale per gli scambi e le compravendite delle genti Tuareg, che arrivano dalle zone circostanti dove praticano l'agricoltura.

## Amministrazione
Amministrativamente la città è suddivisa in due comuni urbani:
| Località  | Popolazione (2001) |
| --------- | ------------------ |
| Tahoua I  | 35.651             |
| Tahoua II | 53.110             |